# 锡芒德尔
锡芒德尔（法語：Simandres，法語發音：[simɑ̃dʁ]）是法国罗讷省的一个市镇，属于里昂区。

## 地理
锡芒德尔（45°37'10"N, 4°52'23"E）面积10.45 平方千米，位于法国奥弗涅-罗讷-阿尔卑斯大区罗讷省，该省份为法国中东部省份，北起顺时针与索恩-卢瓦尔省、安省、里昂大都会、伊泽尔省和卢瓦尔省接壤。
与锡芒德尔接壤的市镇（或旧市镇、城区）包括：马雷讷、许泽勒、维莱特德维埃纳、科米奈、奥宗河畔圣桑福里安。

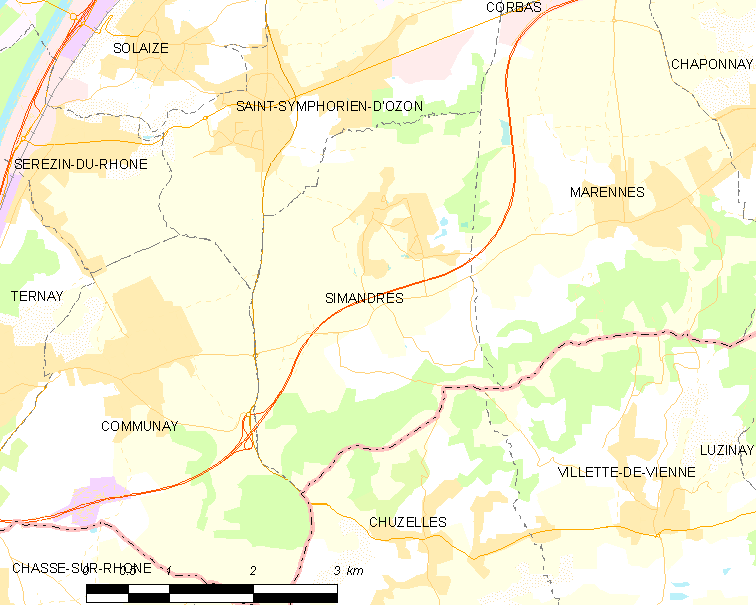
锡芒德尔的OSM定位图

锡芒德尔的时区为UTC+01:00、UTC+02:00（夏令时）。

## 行政
锡芒德尔的邮政编码为69360，INSEE市镇编码为69295。

## 政治
锡芒德尔所属的省级选区为奥宗河畔圣桑福里安县。

## 人口

1962-2008年间锡芒德尔人口变化图示

锡芒德尔于2022年1月1日时的人口数量为1886人。